# Oxigenoterapia nasal de alto flujo
La oxigenoterapia nasal de alto flujo, también cánula nasal de flujo alto (HFNC, por su siglas en inglés) u oxígeno nasal de alto flujo (HFNO), es un tipo de método de apoyo respiratorio que administra un flujo alto (litros por minuto) de oxígeno  a un paciente a través de una interfaz (cánula nasal) destinada a crear un lavado de las vías respiratorias superiores. El gas aplicado se calienta para adaptarse mejor a la temperatura del cuerpo humano (37 °C ) y se humidifica para alcanzar la  presión de vapor de saturación corporal ideal . Se utiliza en problemas respiratorios agudos y crónicos y puede ser una opción adecuada para el tratamiento de pacientes con COVID-19 grave o crítico.
El parámetro relevante en la HFNC, es la fracción inspiratoria de oxígeno (FiO2), pudiendo usar concentraciones más altas al acondicionar el gas suministrado con humedad y temperatura.

## Beneficios
Los beneficios fisiológicos de HFNO ya han sido demostrados: 

### Humedad
El aire seco causa daño agudo e inflamación en células epiteliales humanas y produce excesiva pérdida de agua de la mucosa nasal que conlleva una disminución en el aclaramiento mucociliar. 
Además, aumentan las resistencias de la vía aérea superior, reduciéndose el flujo de aire a ese nivel.
Los dispositivos de oxigenoterapia convencional proporcionan gas no acondicionado (aunque las guías recomienden que se acondicione a partir de 4 l/min), y se asocian a varios síntomas como excesiva sequedad nasal y oral , irritación de ojos y, ocasionalmente, con flujos altos, distensión gástrica. Como norma el flujo de aporte de oxígeno  no acondicionado está limitado a 15 l/min.
Al acondicionar el gas con una humedad que puede ser regulada disminuyen todos estos inconvenientes.
Disminuye también el gasto metabólico que supone calentar y humidificar el gas, lo que es muy importante en pacientes con un volumen minuto aumentado debido al fracaso respiratorio agudo. 
Los dispositivos actuales de HFNO pueden alcanzar fácilmente una humedad relativa del 100 % y una temperatura de 37 °C con flujos significativos.
La humidificación depende de muchos factores (respiración del paciente, flujo, tipo de dispositivo…), y solo si el flujo de HFNO supera el flujo inspiratorio del paciente, y las gafas nasales son adecuadas y están bien colocadas, se puede  esperar que el gas inhalado esté totalmente acondicionado.

### Fracción inspiratoria de oxígeno (FiO2)
La Fi02 entregada por otros métodos de oxigenación es inestable, pudiendo variar según el patrón respiratoro del paciente 
En cambio, con HFNO, dado que el alto flujo es mayor que los requisitos inspiratorios del paciente, hay menor arrastre de aire ambiente pudiendo ofrecer una FiO2 mayor y más estable que con mascarilla facial (MF). 

### Presión positiva en vía aérea
La  HFNO produce un nivel de presión positiva en vía aérea bajo y muy dependiente del flujo y de si se  si respira con boca abierta o cerrada.
. Aunque sea una presión baja, para algunos autores sería suficiente para aumentar el volumen pulmonar al final de la espiración. 

### Reducción de las resistencias inspiratorias
HFNO disminuye las resistencias inspiratorias mediante tres mecanismos:
- Igualando o excediendo el flujo inspiratorio máximo del paciente
- Proporcionando soporte estructural a las fosas nasales.
- Con gas acondicionado (húmedo y caliente) que disminuye la probabilidad de broncoconstricción.

### Lavado del espacio muerto anatómico
HFNO tiene un efecto de lavado de la vía aérea superior, disminuyendo el espacio muerto anatómico y creando un gran reservorio de oxígeno.
Por tanto, los pacientes requerirán una ventilación minuto más baja para mantener la misma ventilación alveolar efectiva.

## Usos médicos
Históricamente, el oxígeno nasal de alto flujo era principalmente utilizado en recién nacidos, pero su uso ahora se ha extendido
a la terapia de adultos en anestesia y cuidados intensivos,respaldado por una base de evidencia cada vez mayor. La terapia de alto flujo es útil en pacientes con respiración espontánea pero tienen un mayor trabajo respiratorio. Condiciones como insuficiencia respiratoria, agudización de asma, exacerbación de la EPOC, bronquiolitis, neumonía e insuficiencia cardíaca congestiva son todas situaciones posibles en las que puede estar indicada la terapia de alto flujo.